# Чайковиця
42°40′ пн. ш. 18°08′ сх. д. / 42.66° пн. ш. 18.14° сх. д.
Чайковиця (хорв. Čajkovica) — населений пункт у Хорватії, в Дубровницько-Неретванській жупанії у складі міста Дубровник.

## Населення
Населення за даними перепису 2011 року становило 160 осіб.
Динаміка чисельності населення поселення: